# Север Трирский
Север — святой, епископ Трира. День памяти — 15 октября.
Святой Север (Severus) родился в Галлии. Он проповедовал вместе со святыми Германом Оссеррским (Germanus of Auxerre) и Лупом из Труа  (Lupus of Troyes). Отправившись в Англию, святой Север вёл там борьбу с пелагианством. Впоследствии он трудился в нижнем течении реки Мозель, Германия, и был избран епископом города Трира в 446 году. Он оставался епископом до своей кончины. 